# イトウオニヒラアジ
イトウオニヒラアジ（学名:Caranx heberi）は、アジ科に分類される大型の海水魚である。インド洋と西太平洋の熱帯、亜熱帯域に広く生息し、分布は西は南アフリカから東はフィジー、日本、オーストラリア北部にまで広がっている。生息域の全域において沿岸海域でみられ、岩礁などのある比較的深く透明度の高い海域を好む。鰭が黄色であることや尾鰭上部が黒味を帯びること、その他の解剖学的特徴などから近縁他種と容易に区別できる。最大で全長88cmに達する。しばしば小さな群れを形成し様々な種類の魚類、頭足類、甲殻類を捕食する。繁殖について分かっていることはわずかであるが、産卵は生息域のうち熱帯域で行われ、幼魚は湾や大きなエスチュアリーに生息することが知られている。様々な漁法によりしばしば漁獲されるが市場にはそれほど出回らない。引きが強く、また美味であることから釣りの対象魚としても人気がある。

## 分類
イトウオニヒラアジはスズキ目アジ科のギンガメアジ属に属する。
本種はJohn Whitchurch Bennettによって1830年に、スリランカの南岸から得られた標本をホロタイプとして初めて記載された。彼はこの種をScomber heberiと名付け、当時他の多くのアジ科魚類も属していたサバ科のサバ属(Scomber)に分類した。種小名の由来は定かではないが、誰かに献名されたものであるか、あるいは「持ち上げるもの」などといった意味をもつドイツ語の単語"Heber"に由来するのではないかと言われている。ギンガメアジ属(Caranx)の創設とともに本種はギンガメアジ属に移され、現在でもこの分類が正当とされる。ペール・フォルスコールによって1775年にScomber sansunとして記載され、のちにギンガメアジ属に移されたCaranx sansunという種についても本種と同種と見なされている。この種はいくつかの文献においては未だ有効とされるが、1968年にジェームズ・レナード・ブライアリー・スミスによるタクソンの見直しを行った研究の中で、この種のホロタイプが失われていることが指摘され、新しいホロタイプに基づいてCaranx williamsiという学名に変更することが提唱された。その後1986年にWilliam Smith-Vanizによって、C. williamsiとC. sansunの両学名は本種のシノニムとして無効にするべきだとされた。それにも関わらずC. williamsiという種もいくつかの文献では正当とされている。他にもジョルジュ・キュヴィエが記載したCaranx semという種も、1905年にヘンリー・W・ファウラーにより本種のシノニムではないかと提唱された。この学名はその後、John Randallの報告に基づき本種のシノニムと認められている。

## 形態

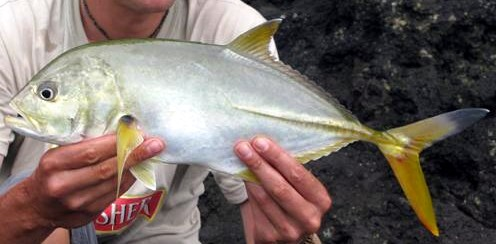
黄色い鰭と、先端が黒みを帯びた尾鰭が本種の特徴である

イトウオニヒラアジは大型魚であり、体長は全長88cm、体重は12.5kgが最大記録である。体型は他のアジ科魚類と同様側偏した楕円形であり、背側が腹側よりもふくらんでいる。背鰭は2つの部分に分かれており、第一背鰭には8本の棘条が、第二背鰭には1本の棘条と19本から21本の軟条が存在する。臀鰭は2本の棘条が前方に分離し、その後方に1本の棘条とそれに続く15本から17本の軟条が存在する。
腹鰭は1本の棘条と5本の軟条からなる。尾鰭は二又に分かれている。 側線は前方でやや湾曲し、曲線部には50から60の鱗が、直線部には0から4の鱗と30から40の稜鱗（アジ亜科に独特の鱗）が存在する。胸部については、鱗でその全体が覆われていることもあれば、腹側には鱗が存在しないこともある。眼には脂瞼（透明な瞼状の部分）が発達している。上あご外側には犬歯からなる隙間の広い歯列が、内側には絨毛状歯からなる歯列が存在する。下顎には円錐状の歯からなる隙間の広い歯列が一列存在する。鰓篩数は24から27、椎骨数は24である。
本種は特徴的な体色をもつ。体の上部は暗い青銅色から黄緑色で、下部に至るにつれ銀白色となる。尾鰭は明るい黄色からオリーブ色を帯びた黄色で、頂部はふつう黒色である。その他の鰭は黄色である。近縁の多くの種とは違い、鰓蓋上に班はもたない。

## 分布
イトウオニヒラアジはインド洋、西太平洋の熱帯、亜熱帯域に広く生息する。 
生息域は西部では南アフリカやマダガスカルから東アフリカ沿岸に沿ってペルシャ湾、紅海まで北へと広がっている。生息域は東へそのまま伸び、インド、東南アジア、マレー諸島を含む。南はオーストラリア北部、北は日本、東はフィジーが生息域の端となっている。
日本においては鹿児島県南さつま市の沖から採集された2個体の若魚に基づいて2007年にはじめて報告された。これは本種の北半球からの初記録でもあった。この際オニヒラアジ(Caranx papuensis)との形態的類似、そして採集者である伊東正英の名前に基づき、イトウオニヒラアジという和名が提唱された。
沿岸性であり、成魚は水質のきれいな沿岸海域でよくみられ、幼魚は大きな湾やエスチュアリーでもみられる。成魚はしばしば比較的深い岩礁や開けた砂地でもみられる。

## 生態

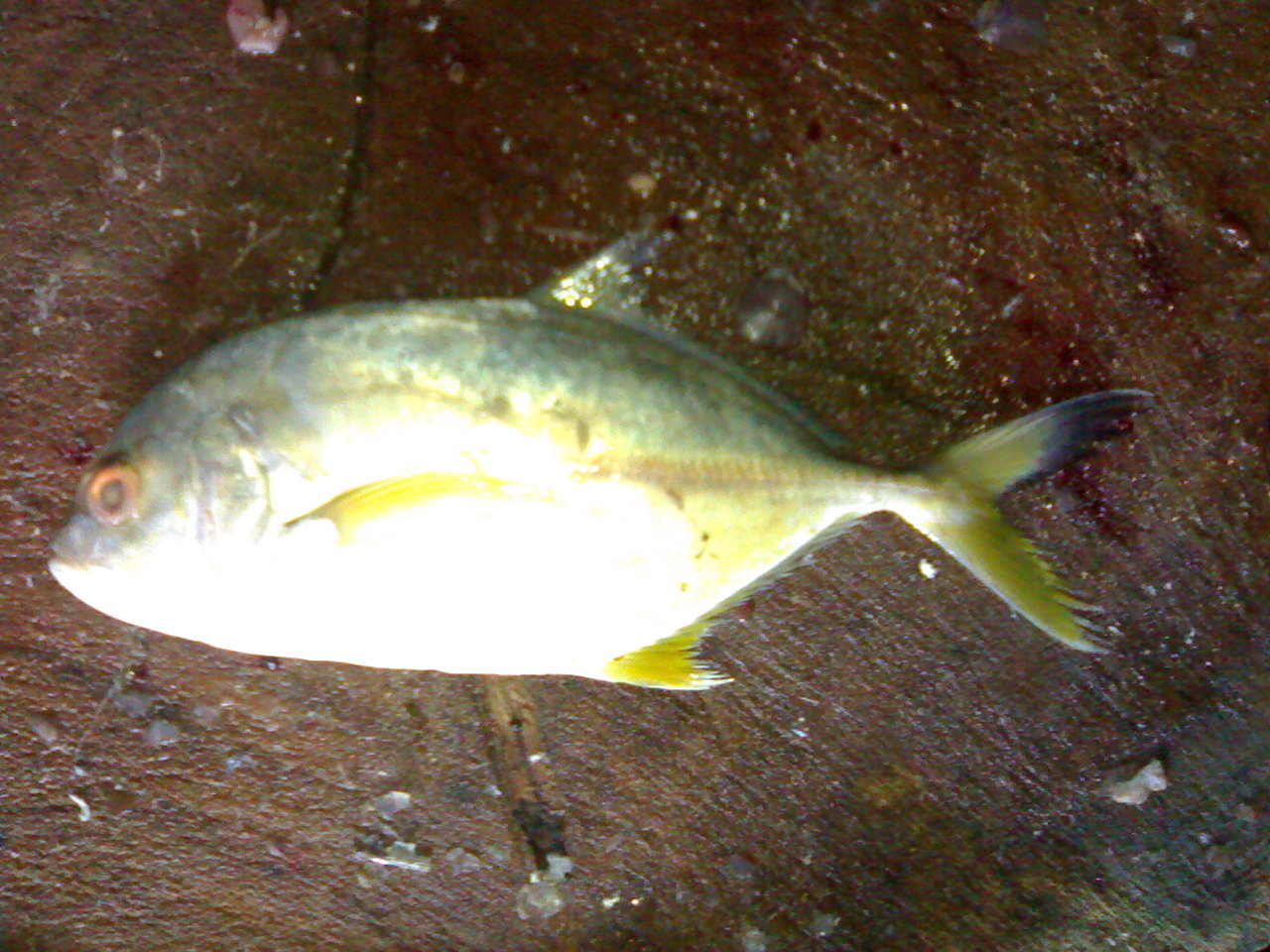
インド、バンガロールの市場で売られていたイトウオニヒラアジの幼魚

イトウオニヒラアジは小さな群れ、あるいは単独で行動する。未成魚は群れで行動することが多い。 一年の間に回遊をすることが知られており、本種は南アフリカでは夏に流入する一方、インドではモンスーンが吹くと流入し寒い時期をその海域で過ごす。本種は肉食魚であり、海底近くとより浅い海域の両方で獲物を捕食する。 捕食対象には様々な魚、頭足類、エビやシャコ、カニなどの甲殻類が含まれる。繁殖については不明な点が多いが、産卵は熱帯域で行われ、性成熟には全長50cmほどで達することが観察により推測されている。

## 人間との関係
イトウオニヒラアジは生息域全域で漁業においてあまり重要な種ではないが、様々な漁法によって捕獲され鮮魚、干物、塩漬けなどで販売される。釣りの対象として人気があり、魚やイカを餌として、あるいはルアーなどを用いて釣られる。水から引き上げたとき、しばしば子豚の鳴き声のような音を出すことが知られている。肉は美味であるとされるが、地域によっては寄生虫を媒介する事例も知られている。